# Катерина Бранкович
Катерина Бранкович (на сръбски: Катарина Бранковић), графиня Целска, е дъщеря на деспот Георги Бранкович и Ирина Кантакузина.

## Произход
Катерина Кантакузина Бранкович (1418-1492) е сръбска принцеса - дъщеря на деспот Георги Бранкович и визнатийската принцеса Ирина Кантакузина. По линия на баща си тя принадлежи към сръбската династия Бранковичи. Катерина е внучка на Вук Бранкович и Мара Лазаревич, дъщеря на княз Лазар Хреблянович. По линия на майка си принадлежи към византийската императорска династия Кантакузини и византийския клон на българската династия Асеневци. Тя е внучка на Теодор Кантакузин и правнучка на морейския депост Димитър Асен I Кантакузин, син на Матей Асен Кантакузин.
На 20 април 1434 година е омъжена за граф Улрих II Целски. Семейството има двама сина – Херман († 1451) и Георги († 1441), както и една дъщеря – Елизабет (1441 – 1455), но децата им умират малки. Графът загива при обсадата на Белград през 1456 година.
След смъртта на съпруга си Катерина продава семейното недвижимо имущество в днешна Словения и Хърватско, запазвайки единствено собствеността си върху един имот отдаден под аренда срещу годишни анюитетни парични вноски. Със средствата от продажбата Катерина предприема продължителна обиколка из Италия, Дубровник и Корфу, търсейки подкрепа за изграждането на антиосманска коалиция, която да предприеме военна офанзива за прогонването на турците. След неуспеха на това си начинание се установява при сестра си Мария край село Ежово, Сярско.
След смъртта на сестра ѝ Мария през 1487 година, Катерина не се прибира в семейните владения на загиналия си съпруг, а остава да доживее старините си в Македония. Погребана е по нейно желание в гробището на църквата „Свети Стефан“ над село Конче, Радовишко.